# アンドリュー・マドレイ
- アンドリュー・マドリー

アンドリュー・マドレイ（Andrew Madley、1983年9月5日 - ）は、イングランド・ウェスト・ヨークシャーハダースフィールド出身のサッカー審判員。
プレミアリーグでも主審を務めた元国際主審のロバート・“ボビー”・マドレイは弟。

## 来歴
地元のウェイクフィールドリーグで審判としてのキャリアをスタートさせる。2008年にはレベル3Aの審判となり、フットボールリーグで副審として活動を行う。翌年にはカンファレンス・ナショナルで審判を務めることができるパネルリストに昇進。翌年にはプレミアリーグの副審を担当できるグループに選抜された。2011年にはナショナルリスト審判に昇進し、フットボールリーグで主審としての活動を始める。
2016-17シーズン前に、主にチャンピオンシップで主審を務めるセレクトグループ2主審に選ばれた。2018年3月31日にはワトフォード対ボーンマス戦で初めてプレミアリーグの主審を担当した。
2019年6月、セレクトグループ1審判リストに昇格し、主にプレミアリーグで審判を務めることになる。
2023年5月31日、イングランドプロ審判協会 (PGMOL) と日本サッカー協会（JFA）との「審判交流プログラム」の一環で来日し、J1リーグ及びキリンチャレンジカップ2023の審判を担当することになった。

## 試合
2013年5月4日のEFLリーグ2プレーオフ準決勝・チェルトナム・タウン対ノーサンプトン・タウンの一戦で主審を務めた。 2015年5月9日にはFAヴェイス決勝・グロソップ・ノースエンド対ノース・シールズ戦でも主審を務めた。
2015年5月24日にはEFLリーグ1プレーオフ決勝・プレストン・ノースエンド対スウィンドン・タウンの審判を務めた。
2019年5月19日、ウェンブリー・スタジアムで行われたFAトロフィー決勝、レイトン・オリエント対AFCフィルド戦で主審を務めた。2019年5月26日のEFLリーグ1プレーオフ決勝、チャールトン・アスレティック対サンダーランド戦でも主審を務めた。